# 雾渡河镇
雾渡河镇，是中华人民共和国湖北省宜昌市夷陵区下辖的一个乡镇级行政单位。

## 行政区划
雾渡河镇下辖以下地区：
茅坪河社区、清江坪村、小庙村、观音堂村、龚家河村、马卧泥村、交战垭村、三隅口村和西北口村。